# Samsung Galaxy Tab A 8.0
O Samsung Galaxy Tab A 8.0 é um tablet baseado em Android produzido e comercializado pela Samsung Electronics . Pertence à linha intermediária "A", que também inclui um modelo de 9,7 polegadas . Foi anunciado em março de 2015 e posteriormente lançado em 1º de maio de 2015. Está disponível nas versões somente Wi-Fi e Wi-Fi/4G.

## História
Galaxy Tab A 8.0 foi anunciado juntamente com o Galaxy Tab A 9.7, de maiores dimensões, em março de 2015.

## Galaxy Tab A 8.0 (2015)
O Galaxy Tab A 8.0 (SM-T350, SM-P350, SM-T355 e SM-P355) foi lançado com o Android 5.0 Lollipop. A Samsung personalizou a interface com a sua camada de personalização TouchWiz. Para além do conjunto padrão de aplicações Google, tem aplicações Samsung como o S Planner Smart Stay, Multi-Window, Group Play, All Share Play, Samsung Magazine, Professional package, Multi-user mode, SideSync 3.0.
O Galaxy Tab A 8.0 está disponível em variantes somente Wi-Fi e 4G/LTE e Wi-Fi. O armazenamento varia de 16 GB para 32 GB dependendo do modelo, com slot para cartão microSDXC para expansão até 128 GB.  Ele tem uma tela LCD TFT de 8,0 polegadas com resolução de 1024x768 pixels e densidade de pixels de 160 ppi. Ele também possui uma câmera frontal de 2 MP sem flash e uma câmera traseira AF de 5,0 MP sem flash.

## Galaxy Tab A 8.0 (2017)
Em outubro de 2017, foi anunciada a versão 2017 do Galaxy Tab A 8.0 (SM-T380, SM-T385), com Android 7.1 Nougat (atualizável para Android 8.1.0 Oreo e Android 9 Pie ) e o chipset Qualcomm Snapdragon 425, e disponibilizado em 1º de novembro de 2017.

## Galaxy Tab A 8.0 (2018)
Em agosto de 2018, foi anunciada a versão 2018 do Galaxy Tab A 8.0 (SM-T387), com Android 8.1 Oreo (atualizável para Android 9 Pie e Android 10 ) e o chipset Qualcomm Snapdragon 425, e disponibilizado em 7 de setembro de 2018. O chipset Qualcomm Snapdragon 425 é herdado do modelo de 2017.

## Galaxy Tab A 8.0 (2019)
A versão 2019 do Galaxy Tab A com S-Pen (SM-P200, somente WiFi; e SM-P205, WiFi e 4G/LTE) foi anunciada em março de 2019 e lançada um mês depois, em abril, após 4 anos do Tab A original com S Pen de 2015. Ele conta com Android 9 Pie (atualizável para Android 11 ), processador Samsung Exynos 7904 e a mesma S Pen do Samsung Galaxy Note 8 . 2 meses depois, em julho, foi anunciada a versão 2019 do Galaxy Tab A 8.0 (SM-T290, SM-T295, SM-T297), com Android 9 Pie (atualizável para Android 10 e Android 11 ) e o chipset Qualcomm Snapdragon 429, e disponibilizado em 5 de julho de 2019.

## Galaxy Tab A 8.0 (2019) e Tab A Kids (2019)
Em outubro de 2019, a versão 2019 do Galaxy Tab A 8.0 e Tab A Kids foi anunciada, com Android 9 Pie e o chipset Qualcomm Snapdragon 429, e disponibilizada em 5 de outubro de 2019. É o mesmo que o original, mas apenas em Wi-Fi. A versão infantil é essencialmente o mesmo tablet, mas com uma capa protetora.